# Alejandra Feliz
Alejandra Feliz, est une auteur-compositeur-interprète de bachata née le 4 janvier 1987 d'un père dominicain et d'une mère portoricaine.
Dès l'âge de 3 ans, elle pratique le ballet et les claquettes. À l'époque, ses parents décident de l'inscrire dans une école de top models.
À 15 ans (2002), elle commence ses études à l'Académie des Arts de Boston (BAA : Boston Arts Academy), et travaille la musique, le chant et la composition pendant quatre ans.
Parallèlement, elle est en lien avec le monde de la mode, et en 2004 elle remporte un concours de beauté, Miss Anacaona, à Boston.
Elle décide d'en faire profiter des enfants de la ville de Jimaní en République dominicaine, touchés par une inondation en mai 2004.
Elle travaille sur une émission de télévision, « Action Lights, Camera » en tant qu'animatrice des rubriques mode et showbiz. Après un an et demi, elle décide de quitter le programme et de se consacrer entièrement à la musique, qui était en fait sa passion.
En 2006, elle est diplômée de l'académie et commence à l'Université Suffolk à Boston, où elle étudie le droit pénal.
Pendant cette période, elle rencontre Carlos Vargas avec qui elle partage les mêmes goûts musicaux pour la bachata, et ils décident de former un duo : Carlos y Alejandra.
En 2013, elle est diplômée en droit pénal.
Malgré le succès qu'ils avaient rencontré, Carlos et Alejandra décident de se séparer et d'entamer chacun une carrière solo en 2016 (Carlos continue sa carrière sous le pseudo Circharles).

## Discographie

### Au sein du duoCarlos y Alejandra
La Introduccion (2009), album de l'année dans la catégorie musique tropicale aux Premios Lo Nuestro 2010.
- Participation à Devuelveme La Navidad en featuring du groupe Xtreme sur l'album Chapter 2: On The Verge (2009)
- Melodia de Amor (feat. Lenny Santos du groupe Aventura) (single sorti en 2012)

### En solo
- El Rey Estafador (2016)
- Llevame (2017)
- Fuiste Tu (duo avec Jeyro) (2017)
- Haciendo El Amor (2017)
- Nunca Me fui / Sin Senos Si Hay Paraiso (duo avec Dennis Fernando) (2017)
- Pierdes Tu (ballade) (2017)
- Amor Exótico (2018)
- SP Polanco - Animales (ft. Alejandra Feliz) (2019)
- Ricky G ft .Alejandra - Creeme (merengue) (2019)